# Сан-Хуан-де-лос-Моррос
Сан-Хуан-де-лос-Моррос (ісп. San Juan de los Morros) — місто на півночі Венесуели, столиця штату Гуаріко.
Сан-Хуан-де-лос-Моррос є четвертим за площею містом країни, однак щільність населення значно нижча. Відповідно до перепису, проведеного 2001 року населення міс та становило 103 706 чоловік.

## Клімат
Місто знаходиться у зоні, котра характеризується кліматом тропічних саван. Найтепліший місяць — квітень із середньою температурою 25.2 °C (77.4 °F). Найхолодніший місяць — січень, із середньою температурою 22.6 °С (72.7 °F).
| Клімат Сан-Хуана-де-лос-Моррос | Клімат Сан-Хуана-де-лос-Моррос | Клімат Сан-Хуана-де-лос-Моррос | Клімат Сан-Хуана-де-лос-Моррос | Клімат Сан-Хуана-де-лос-Моррос | Клімат Сан-Хуана-де-лос-Моррос | Клімат Сан-Хуана-де-лос-Моррос | Клімат Сан-Хуана-де-лос-Моррос | Клімат Сан-Хуана-де-лос-Моррос | Клімат Сан-Хуана-де-лос-Моррос | Клімат Сан-Хуана-де-лос-Моррос | Клімат Сан-Хуана-де-лос-Моррос | Клімат Сан-Хуана-де-лос-Моррос | Клімат Сан-Хуана-де-лос-Моррос |
| Показник                       | Січ.                           | Лют.                           | Бер.                           | Квіт.                          | Трав.                          | Черв.                          | Лип.                           | Серп.                          | Вер.                           | Жовт.                          | Лист.                          | Груд.                          | Рік                            |
| Середня температура, °C        | 22,6                           | 23,3                           | 24,5                           | 25,2                           | 24,7                           | 23,4                           | 22,9                           | 23,1                           | 23,3                           | 23,5                           | 23,4                           | 22,9                           | 23,6                           |
| Норма опадів, мм               | 1.8                            | 2.3                            | 8.9                            | 58.9                           | 151.3                          | 198.3                          | 200                            | 193.4                          | 166                            | 136.7                          | 73.1                           | 18.3                           | 1209                           |
| Днів з опадами                 | 2,7                            | 1,5                            | 1,2                            | 5,5                            | 12                             | 18,3                           | 18,4                           | 18,5                           | 15,7                           | 13                             | 10,6                           | 5,1                            | 122,5                          |
| Вологість повітря, %           | 69                             | 65.6                           | 62.2                           | 66.9                           | 73                             | 77.7                           | 79.8                           | 80.2                           | 80.2                           | 79.6                           | 77.2                           | 72.8                           | 73.7                           |
| ------------------------------ | ------------------------------ | ------------------------------ | ------------------------------ | ------------------------------ | ------------------------------ | ------------------------------ | ------------------------------ | ------------------------------ | ------------------------------ | ------------------------------ | ------------------------------ | ------------------------------ | ------------------------------ |
| Джерело: Weatherbase           |                                |                                |                                |                                |                                |                                |                                |                                |                                |                                |                                |                                |                                |